# Cacia kaszabi
Cacia kaszabi là một loài bọ cánh cứng trong họ Cerambycidae.